# Minamoto no Michitomo
Minamoto no Michitomo (源通具, anche conosciuto come Horikawa Michitomo e Horikawa Dainagon (堀川大納言); 1171 – 13 ottobre 1227) è stato un poeta giapponese waka e politico del primo periodo Kamakura.
È designato come membro dei Trentasei nuovi immortali della poesia (新三十六歌仙?, Shin Sanjūrokkasen).

## Biografia
Minamoto no Michitomo era il secondo figlio del naidaijin Minamoto no Michichika e la figlia di Taira no Norimori. È considerato il fondatore della famiglia Horikawa (un ramo del clan Minamoto). È anche noto che era il padre adottivo di Eihei Dōgen, il fratellastro paterno più giovane (recentemente, esiste un'altra teoria secondo cui Michitomo era il vero padre di Dōgen).
Sposò la poetessa Fujiwara no Toshinari no Musume, nipote e figlia adottiva di Fujiwara no Toshinari, intorno al 1190. In seguito divorziò dalla moglie, ma continuò ad avere una stretta relazione con il figlio Fujiwara no Shunzei. Nel 1201 divenne Consigliere (sangi) e poi Dainagon.

## Opera poetica
Fiorì principalmente nel circolo poetico di Go-Toba-in e divenne un Wakadokoro yoryudo (un membro chiave della poesia waka) e bettō (un amministratore capo) nel 1201. Sebbene fosse stato selezionato come uno dei compilatori dello Shin Kokin Wakashū, in realtà era solo un sostituto di suo padre, Minamoto no Michichika.